# 誘惑つとめ口 名器のおしごと
『誘惑つとめ口 名器のおしごと』（ゆうわくつとめぐち めいきのおしごと）は、2023年9月8日公開の日本映画である。監督は渡邊元嗣。主演は真矢みつき。

『好き好きエロモード　我慢しないで！』（2019年）、
『銀河の裏筋 性なる侵乳！』（2021年）に続き３本目の渡辺元嗣監督と真矢みつきのタッグを組んだ作品。

## 概要
渡邊元嗣監督作品。増田貴彦が脚本を担当。

2024年11月2日、スターボードよりタイトル「名器妻のお仕事」としてDVD発売予定

## ストーリー
鐘を鳴らすと永遠の愛が適うという伝説がある公園でプロポーズされ、望斗也と結婚した明日実。

ラップ王になる夢を持つ望斗也に三年待って欲しいと言われ、渡された指輪はオモチャの指輪だった。

それから三年後、無職の自称ラッパーの夫に愛想をつかし離婚を宣言し家を出てしまう。

行く当てもない明日実は広場でぼんやりしていると声をかけられた。

セックスカウンセラーの須磨子という謎の女に誘われて、
ウォッチャーと言う倦怠期の夫婦の営みを見るだけのアルバイトを始めることに。。。

## 登場人物
明日実
演 - 真矢みつき
夫の望斗也に苦労する若妻。スカウトされウォッチャーの仕事を始める。
望斗也
演 - 小滝正大
明日実の夫、無職の自称ラッパー。ラップ王に成り上がる夢を持つ。
‐
演 - 富岡ありさ
寸劇セックスをしてる妻。
‐
演 - ケイチャン
お大金持ち。寸劇セックスをしてる夫。
‐
演 - しじみ
霊能者のセッションセックスマニア、実はラップ界の大御所。
‐
演 - 及川大智
セッションセックスマニアの恋人。
須磨子
演 - 里見瑤子
明日実をスカウトするセックスカウンセラー。
‐　
演 - 森羅万象
明日実の父。建設業で各地を転々としながら育ててくれた優しい父親。

## スタッフ
- 監督：渡邊元嗣
- 脚本：増田貴彦
- 撮影・照明：倉本和人
- 録音・整音：大塚学
- 編集：鷹野朋子
- 助監督：小関裕次郎
- 監督助手：高木翔
- 撮影助手：郷田或
- 現場応援：広瀬寛巳
- スチール：本田あきら
- 選曲：徳永由紀子
- 仕上げ：東映ラボ・テック
- 制作：ナベシネマ
- 配給：オーピー映画